# Malgersdorf
Malgersdorf è un comune tedesco di 1 199 abitanti, situato nel land della Baviera.